# معادلات ناویر–استوکس به روش میانگین‌گیری رینولدز
روش میانگین‌گیری رینولدز معادلات ناویر استوکس (به انگلیسی: (Reynolds-Averaged Navier-Stokes (RANS) در این روش معادلات ناویه-استوکس که متوسط‌گیری زمانی شده‌اند حل می‌شوند. در این روش تنش‌های رینولدز که به صورت مجهول در معادلات هستند با استفاده از یک مدل آشفتگی مدل‌سازی می‌شوند.